# 長野県道250号上川路大畑線
長野県道250号上川路大畑線（ながのけんどう250ごう かみかわじおおはたせん）は、長野県飯田市を走る一般県道。

## 概要

### 路線データ
- 起点：飯田市大字上川路（上川路交差点、国道151号・長野県道233号時又中村線交点）
- 終点：飯田市大字川路字大畑（天竜峡交差点、国道151号・長野県道236号天竜峡停車場線交点）

## 交差する道路
- 国道151号
- 長野県道233号時又中村線
- 長野県道234号田中乱橋線
- 長野県道236号天竜峡停車場線

## 周辺
- 開善寺
- 飯田線 川路駅